# Szentbékkálla, Veszprém
Szentbékkálla  este un sat în districtul Tapolca, județul Veszprém, Ungaria, având o populație de 207 locuitori (2011). 

## Demografie
Componența etnică a satului Szentbékkálla
     Maghiari (94,47%)
     Germani (4,02%)
     Necunoscut (1,51%)
     Alții (1,51%)
Componența confesională a satului Szentbékkálla
     Romano-catolici (60,39%)
     Fără religie (13,53%)
     Reformați (4,83%)
     Necunoscută (21,26%)
Conform recensământului din 2011, satul Szentbékkálla avea 207 locuitori. Din punct de vedere etnic, majoritatea locuitorilor (94,47%) erau maghiari, cu o minoritate de germani (4,02%). Apartenența etnică nu este cunoscută în cazul a 1,51% din locuitori.  Din punct de vedere confesional, majoritatea locuitorilor (60,39%) erau romano-catolici, existând și minorități de persoane fără religie (13,53%) și reformați (4,83%). Pentru 21,26% din locuitori nu este cunoscută apartenența confesională.